# Nove, Kazanka
Nove (în ucraineană Нове) este un sat în comuna Novofedorivka din raionul Kazanka, regiunea Mîkolaiiv, Ucraina. Anterior a purtat denumirea Jovten.

## Demografie
Componența lingvistică a localității Nove
     Ucraineană (93,1%)
     Rusă (3,45%)
     Română (3,45%)
Conform recensământului din 2001, majoritatea populației localității Nove era vorbitoare de ucraineană (93,1%), existând în minoritate și vorbitori de rusă (3,45%) și română (3,45%).